# Stenoseris auriculiformis
Stenoseris auriculiformis là một loài thực vật có hoa trong họ Cúc. Loài này được C.Shih miêu tả khoa học đầu tiên năm 1995.